# Dol Guldur

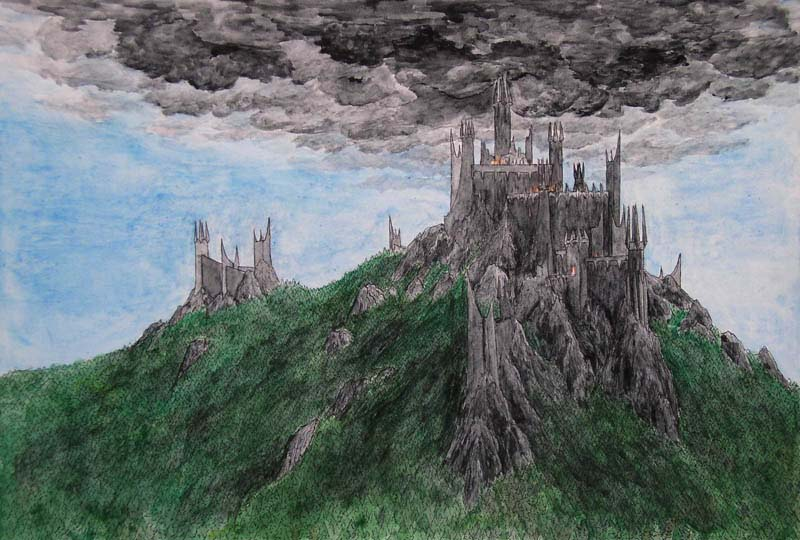
Dol Guldur

Dans l'œuvre de J. R. R. Tolkien, Dol Guldur est une forteresse, érigée vers l'an 1050 du Troisième Âge au sud-ouest de la Forêt Noire. Son nom signifie « Colline de la Sorcellerie Sombre» en sindarin.

## Géographie
Dol Guldur est une forteresse sombre et sinistre située dans la Forêt Noire, dans le monde fictif de la Terre du Milieu créé par J.R.R. Tolkien. Son emplacement est au sud de la Forêt Noire, à l'est de la rivière Anduin.
Dol Guldur était une forteresse, à l'origine connu sous le nom d' Amon Lanc ("colline dénudée") dans Vertbois-le-grand. C'était la capitale des Elfes sylvains d'Oropher.
La forteresse de Dol Guldur est notoirement connue pour être le repaire de Sauron pendant une grande partie du Troisième Âge. Sauron a établi sa présence à Dol Guldur vers l'an 1000 du Troisième Âge, et de là, il a orchestré ses plans pour étendre son pouvoir sur la Terre du Milieu.
L'emplacement exact de Dol Guldur est caché et difficile d'accès. Cela a contribué à maintenir son secret pendant un certain temps, mais avec le temps, sa proximité avec les Terres Sauvages du Sud a suscité des inquiétudes parmi les peuples libres de la Terre du Milieu.

## Histoire
Dans les années précédant la Guerre de l'Anneau, Sauron avait recouvré une grande partie de sa puissance et avait commencé à étendre son influence sur la Terre du Milieu. Il choisit Dol Guldur comme base d'opérations dans l'est de la Forêt Noire, non loin de la Lórien, le royaume des Elfes dirigé par Galadriel et Celeborn.
Pendant ce temps, Sauron, sous le nom du Nécromancien, rassembla ses forces à Dol Guldur et commença à semer le trouble dans la région. Les habitants des terres avoisinantes craignaient la forteresse et les maléfices qui s'en émanaient. Les Nazgûl, les serviteurs les plus puissants de Sauron, étaient souvent dépêchés depuis Dol Guldur pour accomplir les volontés de leur maître.
Cependant, les activités de Sauron à Dol Guldur n'étaient pas totalement cachées. Les habitants de la Terre du Milieu, en particulier les sages et les puissants, étaient conscients de la présence grandissante du mal dans la forêt. Les Istari, notamment Gandalf, se montrèrent préoccupés par Dol Guldur et firent pression sur les dirigeants de la Terre du Milieu pour qu'ils prennent des mesures contre cette menace grandissante.
En l'an 2063 T.Â., Gandalf le Magicien décida d'entrer dans Dol Guldur afin de percer le secret de l'identité du maître des lieux ; mais ce dernier s'était enfui vers l'Est et échappa au magicien. Gandalf n'y retourna qu'en l'an 2850 T.Â. et découvrit que le Nécromancien n'était autre que Sauron. La guerre entre le Conseil Blanc et Sauron démarra à ce moment-là.
Cependant, cette victoire ne fit que retarder l'inévitable montée en puissance de Sauron et la Guerre de l'Anneau qui s'ensuivit quelques décennies plus tard.
La forteresse ne resta pas longtemps inoccupée, car dix ans plus tard deux Nazgûl — Khamûl, le second du Roi Sorcier, et son messager — y furent envoyés par Sauron pour y fonder leur base principale afin de réaliser la conquête des peuples libres du Nord, tandis que les sept autres résidaient à Minas Morgul.
Durant la guerre de l'Anneau, les légions de Dol Guldur menèrent double front, en luttant contre la Lórien à l'ouest et contre le royaume sylvestre de Thranduil au nord.
Par trois fois, la Lórien avait essuyé les assauts de Dol Guldur, mais outre la vaillance des elfes, il y avait un pouvoir trop grand que seul Sauron pourrait détruire. Et si les bocages aux frontières souffrirent de sérieux dégâts, les attaques furent repoussés. Et quand l'Ombre passa, Celeborn sorti avec l'armée de Lórien et franchit l'Anduin dans une multitude d'embarcations. Ils prirent Dol Guldur, et Galadriel abattit ses murailles et mit au jour ses basses fosses, et la foret fut nettoyée de sa souillure.
Dans le Nord, la guerre et le mal avaient également sévi. Le Royaume de Thranduil fut envahi, il y eut de longs combats sous les arbres et de grands ravages par le feu. Mais Thranduil finit par remporter la victoire. Et au jour du Nouvel An des Elfes, Celeborn et Thranduil se rencontrèrent au milieu de la Foret. Ils rebaptisèrent Forêt Noire Eryn Lasgalen, le Bois aux Vertes Feuilles. Thranduil prit toute la partie Nord pour royaume, jusqu'aux montagnes qui se dressent là-bas en plein bois, et Celeborn prit toute la portion au Sud de l'Etranglement qu'il nomma Lorien Orientale. Toute la vaste foret entre ces deux régions fut concédée aux Béorniens et Hommes des Bois.

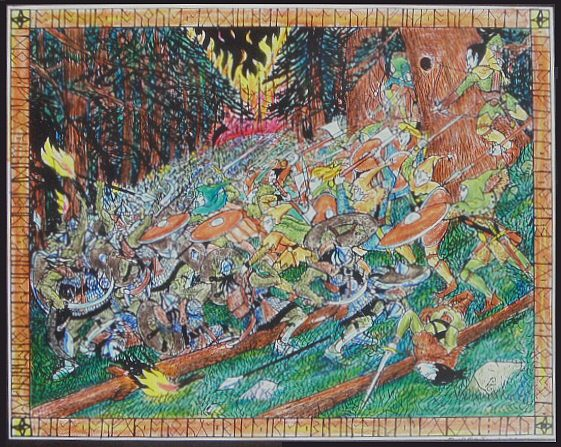
Les elfes de Thranduil se font attaquer par les Orques de Dol Guldur

Au Vertbois, les Elfes sylvains poursuivirent leur tranquille existence mais la Lorien resta endeuillée ne conservait qu'une fraction de ses habitants et la lumière et leurs chants s'étaient éteints à Caras Galadhon.

## Adaptations
Dans le film Le Hobbit : Un voyage inattendu, Radagast entre dans Dol Guldur à la suite d'une attaque d’araignées à Rhosgobel et découvre que la forteresse est occupée par le Nécromancien et rapporte une épée de Morgul à Gandalf.
Dans le film Le Hobbit : La Désolation de Smaug, Gandalf se rend lui-même à Dol Guldur pour démasquer et confondre le Nécromancien. Il a alors la preuve qu'il s'agit bien de Sauron, qui se dévoile enfin et prend le dessus sur le mage gris, lequel se retrouve prisonnier dans la vieille forteresse. On s'aperçoit que le Seigneur des Ténèbres y a réuni une armée constituée d'orques, de wargs et de trolls. Dans la version longue du film, Gandalf rencontre Thráin ; ce dernier se fera tuer par le Nécromancien.
Dans le film Le Hobbit : La Bataille des Cinq Armées, Le Conseil Blanc vient au secours de Gandalf. Saroumane et Elrond combattent les Nazgûls puis Radagast arrive pour l'emmener hors de la forteresse, finalement Galadriel prend sa forme ténébreuse et bannit Sauron hors de sa forteresse. Ce dernier rejoint alors le Mordor. Elrond demande qu'il soit traqué mais Saroumane répond qu'il se charge du Seigneur ténébreux lui-même.